# Stenotrachelidae
Famille
Les Stenotrachelidae sont une famille de coléoptères de la super-famille des Tenebrionoidea.

## Répartition
Ces espèces de coléoptères sont originaires de la région holarctique.

## Alimentation
Les larves se nourrissent de bois fortement décomposé, tandis que les adultes se nourrissent probablement de pollen.

## Liste des genres
Selon GBIF (18 novembre 2023) :
- Anelpistus Horn, 1870
- Cephaloon Newman, 1838
- Ephamillus Semenov, 1900
- Nematoplus LeConte, 1855
- Scotodes Eschscholtz, 1818
- Sponidium Casey, 1898
- Stenocephaloon Pic, 1932
- Stenotrachelus Berthold, 1827
- Stenotrachelus Latreille, 1825
- Stolius Lewis, 1895
- Typitium Casey, 1898

## Classification
Le nom valide de ce taxon est Stenotrachelidae Thomson, 1859.
Stenotrachelidae a pour synonyme :
- Cephaloidae LeConte, 1862